# Melitón Hernández
Édgar Melitón Hernández Cabrera, meglio noto come Melitón Hernández o anche Édgar Hernández (Poza Rica, 15 ottobre 1982), è un ex calciatore messicano, di ruolo portiere.

## Carriera

### Club
Dopo un decennio in forza al Pachuca, dove colleziona 6 presenze e dove viene girato in molte squadre, Cabrera viene ceduto a titolo definitivo al Veracruz, squadra messicana che milita nella massima serie.

### Nazionale
Viene convocato dal CT della nazionale messicana Miguel Herrera il 31 maggio 2015 nell'amichevole vinta 3-0 contro il Guatemala, dove subentra nel 46' a Corona. Viene scelto per partecipare alla Copa América 2015, con la maglia numero 23, come terzo portiere della nazionale, dietro a Corona e Talavera.

## Statistiche

### Cronologia presenze e reti in nazionale
| Cronologia completa delle presenze e delle reti in nazionale ― Messico | Cronologia completa delle presenze e delle reti in nazionale ― Messico | Cronologia completa delle presenze e delle reti in nazionale ― Messico | Cronologia completa delle presenze e delle reti in nazionale ― Messico | Cronologia completa delle presenze e delle reti in nazionale ― Messico | Cronologia completa delle presenze e delle reti in nazionale ― Messico | Cronologia completa delle presenze e delle reti in nazionale ― Messico | Cronologia completa delle presenze e delle reti in nazionale ― Messico |
| Data                                                                   | Città                                                                  | In casa                                                                | Risultato                                                              | Ospiti                                                                 | Competizione                                                           | Reti                                                                   | Note                                                                   |
| ---------------------------------------------------------------------- | ---------------------------------------------------------------------- | ---------------------------------------------------------------------- | ---------------------------------------------------------------------- | ---------------------------------------------------------------------- | ---------------------------------------------------------------------- | ---------------------------------------------------------------------- | ---------------------------------------------------------------------- |
| 31-3-2015                                                              | Kansas City                                                            | Messico                                                                | 1 – 0                                                                  | Paraguay                                                               | Amichevole                                                             | -                                                                      |                                                                        |
| 31-5-2015                                                              | Tuxtla Gutiérrez                                                       | Messico                                                                | 3 – 0                                                                  | Guatemala                                                              | Amichevole                                                             | -                                                                      | 46’                                                                    |
| Totale                                                                 |                                                                        | Presenze                                                               | 2                                                                      |                                                                        | Reti                                                                   | 0                                                                      |                                                                        |